# Conpoy

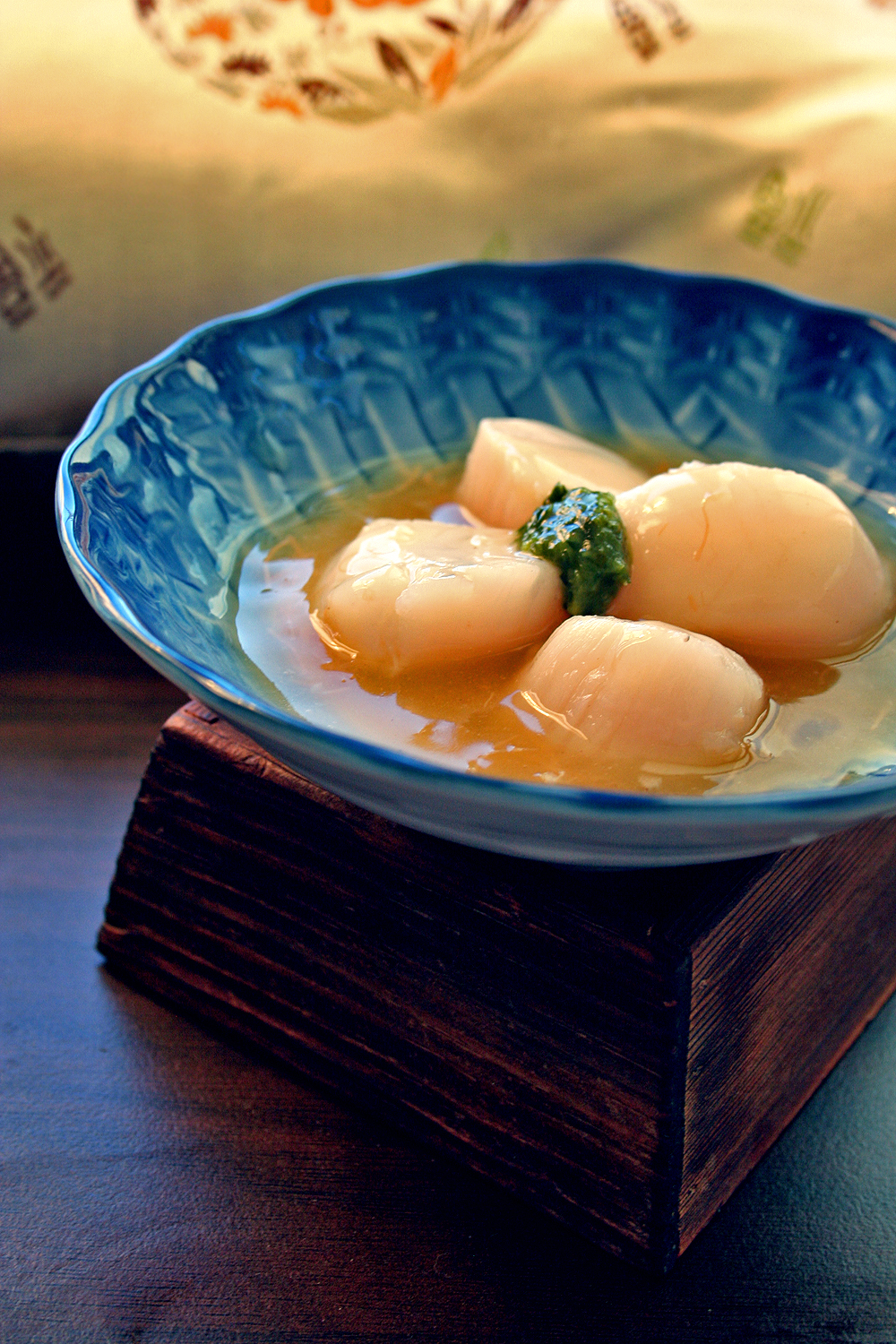
vieiras secas.

Conpoy o vieira seca es una preparación de la cocina china elaborada con los músculos abductores de las vieiras secos. Cuando se emplea en la cocina cortado en rodajas se suele denominar 江瑤柱. Esta preparación se fundamenta en un intento de preservar los alimentos.

## Características
El olor del conpoy es fundamentalmente marino, pungente y posee reminiscencias de carne curada con sal. Posee un fuerte sabor umami debido a su contenido de aminoácidos, tal y como la glicina, alanina, y el ácido glutámico. Es rico igualmente en ácidos nucleicos tales como el ácido inosínico, así como productos de aminoácidos tales como la taurina, y minerales como el calcio y el zinc.